# World Puzzle Federation
A World Puzzle Federation, também conhecida como WPF, é uma organização voltada para jogos lógicos e enigmáticos, os chamados puzzles. A instituição, criada por Will Shortz, editor de palavras cruzadas do jornal The New York Times, tem como objetivo estimular a troca de idéias e a inovação dentro dessa área e também promover a integração de pessoas de todo o mundo que se interessam por jogos desse tipo. Uma das formas de atingir tais propósitos é realizando atividades e campeonatos envolvendo jogos de raciocínio e lógica, inclusive o campeonato mundial de passatempos chamado World Puzzle Championship, o WPC. 
Atualmente, a WPF possui mais de 40 países-membros, dentre os quais estão Brasil, que participa desde 2005, Argentina, Estados Unidos e Japão. Cada país é representado por uma organização, que deve escolher cinco pessoas para integrar o time que irá competir no WPC. Apenas uma organização por país pode se tornar membro e participar do campeonato, que ocorre anualmente desde 1992. No caso do Brasil, o grupos Coquetel é o membro da WPF e o representante oficial do país no WPC.
Nos dias 6 a 11 de outubro de 2007, o Brasil sediou pela primeira vez a competição, que ocorreu na cidade do Rio de Janeiro.